# Distrito de Tonk
Tonk (en hindi: टोंक जिला) es un distrito de la India en el estado de Rajastán. Código ISO: IN.RJ.TO.
Comprende una superficie de 7 194 km².
El centro administrativo es la ciudad de Tonk.

## Demografía
Según censo 2011 contaba con una población total de 1 421 711 habitantes, de los cuales 692 321 eran mujeres y 729 390 varones.